# Braboniq
Braboniq (albanska: braboniq, (serbiska: Brabonjić,) är en by i Kosovo. Den ligger i kommunen Mitrovica. Enligt den senaste folkräkningen år 2011 fanns det 1 023 invånare.

## Demografi
| Demografi | 2011 |
| --------- | ---- |
| albaner   | 1023 |